# Dom Katolicki w Bydgoszczy
Dom Katolicki w Bydgoszczy zwany także Domem Polskim – zabytkowy budynek użyteczności publicznej służący jako miejsce działalności organizacji i stowarzyszeń katolickich w Bydgoszczy oraz kurii Diecezji Bydgoskiej. Nazwa nawiązuje do Domu Polskiego, istniejącego w latach 1907–1919, służącego działalności Polaków w Bydgoszczy podczas zaboru pruskiego.

## Lokalizacja
Dom Katolicki zlokalizowany jest przy ulicy Grodzkiej 1, na narożniku ulicy Wodnej (w 1931 r. nazwanej ul. Tadeusza Skarbka-Malczewskiego), na terenie Starego Miasta w Bydgoszczy. Budynek położony jest nad rzeką Brdą i sąsiaduje z rezydencją biskupa ordynariusza bydgoskiego oraz katedrą p.w. św. Marcina i Mikołaja.

## Historia
Budynek powstał w kontekście rozwoju polskiego życia katolickiego w Bydgoszczy po odzyskaniu niepodległości w 1920 r. Z uwagi na skromne warunki lokalowe w plebanii przy ul. Focha 11, proboszcz parafii farnej Tadeusz Skarbek-Malczewski zaplanował budowę dużego domu przeznaczonego na spotkania i działalność edukacyjną i wychowawczą dla katolików bydgoskich. Wybrano plac na gruntach kościelnych przy ulicy Grodzkiej 1. Projekt opracował poznański architekt Stefan Cybichowski, budowniczy wielu obiektów sakralnych w Bydgoszczy, Wielkopolsce i na Pomorzu. Budowa finansowana była ze składek społecznych oraz dzięki pomocy magistratu Bydgoszczy, kierowanego przez prezydenta Bernarda Śliwińskiego. Prace budowlane wykonywało w latach 1927-1928miejscowe przedsiębiorstwo Juliana Jarockiego. Aktu poświęcenia Domu Katolickiego w dniu 11 marca 1927 r. dokonał ks. prałat Tadeusz Skarbek-Malczewski.
Na parterze mieściła się czytelnia i świetlica na 240 miejsc, której ściany ozdobiono obrazami z kościoła klarysek i fary, zaś na piętrze sala na 60 miejsc i mieszkanie zarządcy. W Domu odbywały się zebrania i spotkania stowarzyszeń i bractw kościelnych parafii farnej, spotkania z dziećmi i młodzieżą, przedstawienia o treści religijnej wystawiane przez teatry amatorskie i zespoły młodzieżowe, próby chóru „Święty Wojciech” oraz różnego rodzaju imprezy religijne.
W grudniu 1939 r. do budynku przeniesiono zbiory Muzeum Miejskiego, którego siedzibę w zachodniej pierzei Starego Rynku rozebrały hitlerowskie władze okupacyjne. Zabytkami opiekował się Kazimierz Borucki. W 1940 r. wskutek wyburzenia tzw. domu Jachmanna w pierzei ulicy Mostowej (z kinem Lido i kawiarnią Bristol) odsłonięto wschodni szczyt budynku.
Po II wojnie światowej Dom wykorzystywano dla spotkań stowarzyszeń katolickich oraz działalności duszpasterstw: głuchoniemych i akademickiego. W 1950 urządzono tu kaplicę półpubliczną, a w 1961 publiczną pod wezwaniem św. Wojciecha. Od tego czasu służyła jako miejsce nabożeństw skupiających młodzież, inteligencję oraz duszpasterstwo głuchoniemych. 25 sierpnia 1964 prymas kard. Stefan Wyszyński powołał przy kaplicy pierwszy w mieście ośrodek duszpasterstwa akademickiego. Odprawiano tu regularnie w niedziele msze św. akademickie, odbywały się konserwatoria dla studentów, spotkania integracyjne i okolicznościowe. Przebywający tu studenci i kadra akademicka objęci zostali obserwacją Służby Bezpieczeństwa PRL. Od 14 grudnia 1971 r. siedzibą duszpasterstwa akademickiego został kościół Klarysek Wniebowzięcia Najświętszej Maryi Panny w Bydgoszczy, a w Domu Katolickim sprawowano nabożeństwa dla dzieci i głuchoniemych.
W 1989 r. na skwerze przed budynkiem ustawiono pomnik prezydenta Bydgoszczy Leona Barciszewskiego (przeniesiony w 2008 r. na Wełniany Rynek). W latach 1982–2000 w obiekcie mieściły się sale wykładowe Prymasowskiego Instytutu Kultury Chrześcijańskiej im. Stefana kard. Wyszyńskiego. W 2001 r. budynek zamknięto ze względu na zły stan techniczny. Po erygowaniu w 2004 r. Diecezji Bydgoskiej, zarządcą budynku została kuria diecezjalna. W 2007 r. rozpoczęto prace remontowe, m.in. dzięki dotacjom z magistratu Bydgoszczy.
Po przyznaniu Kurii Bydgoskiej dotacji unijnej w ramach Regionalnego Programu Operacyjnego Województwa Kujawsko-Pomorskiego, budynek gruntownie odnowiono i przekształcono w Instytut Kultury – Dom Polski, służący działalności kulturotwórczej i społecznej. W obiekcie zlokalizowane jest centrum konferencyjne diecezji, a planowane otwarcie Muzeum Diecezji Bydgoskiej.
Uroczyste przekazanie Domu Polskiego do użytku nastąpiło 24 maja 2012 r. w obecności biskupa bydgoskiego Jana Tyrawy i prezydenta Bydgoszczy Rafała Bruskiego.

## Architektura
Dom składa się z dwukondygnacyjnej części zachodniej o wymiarach 12 x 12 m oraz jednokondygnacyjnej części wschodniej o wymiarach 12 x 24 m. Budynek posiada dach spadzisty.

## Galeria

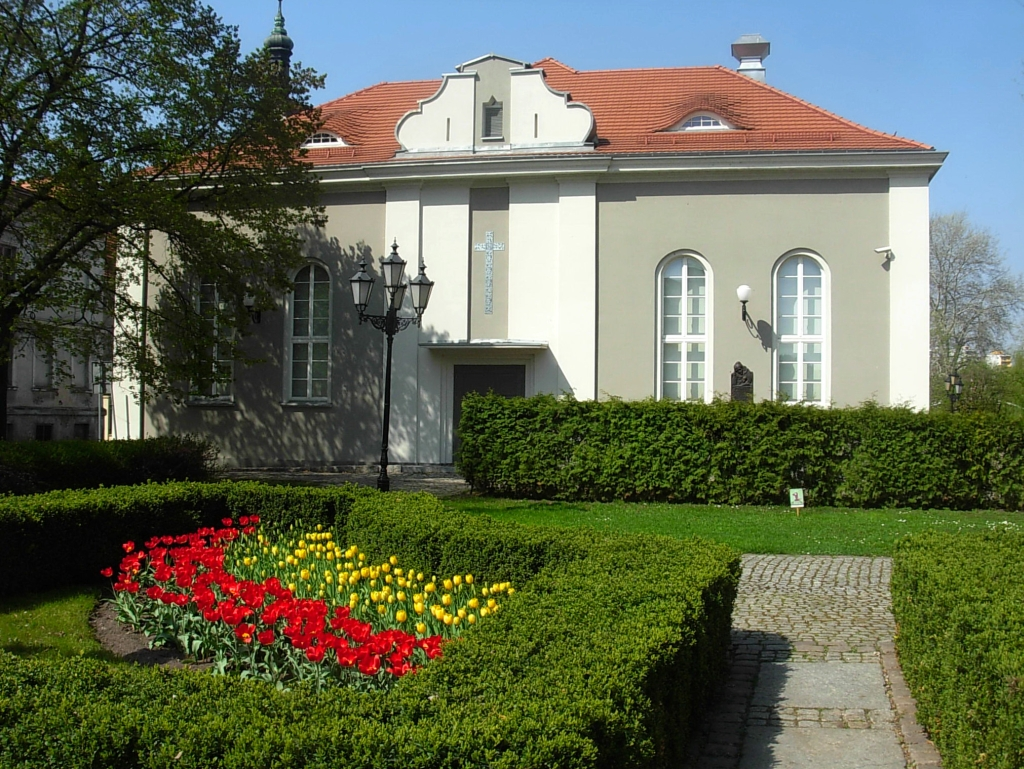
Widok od frontu
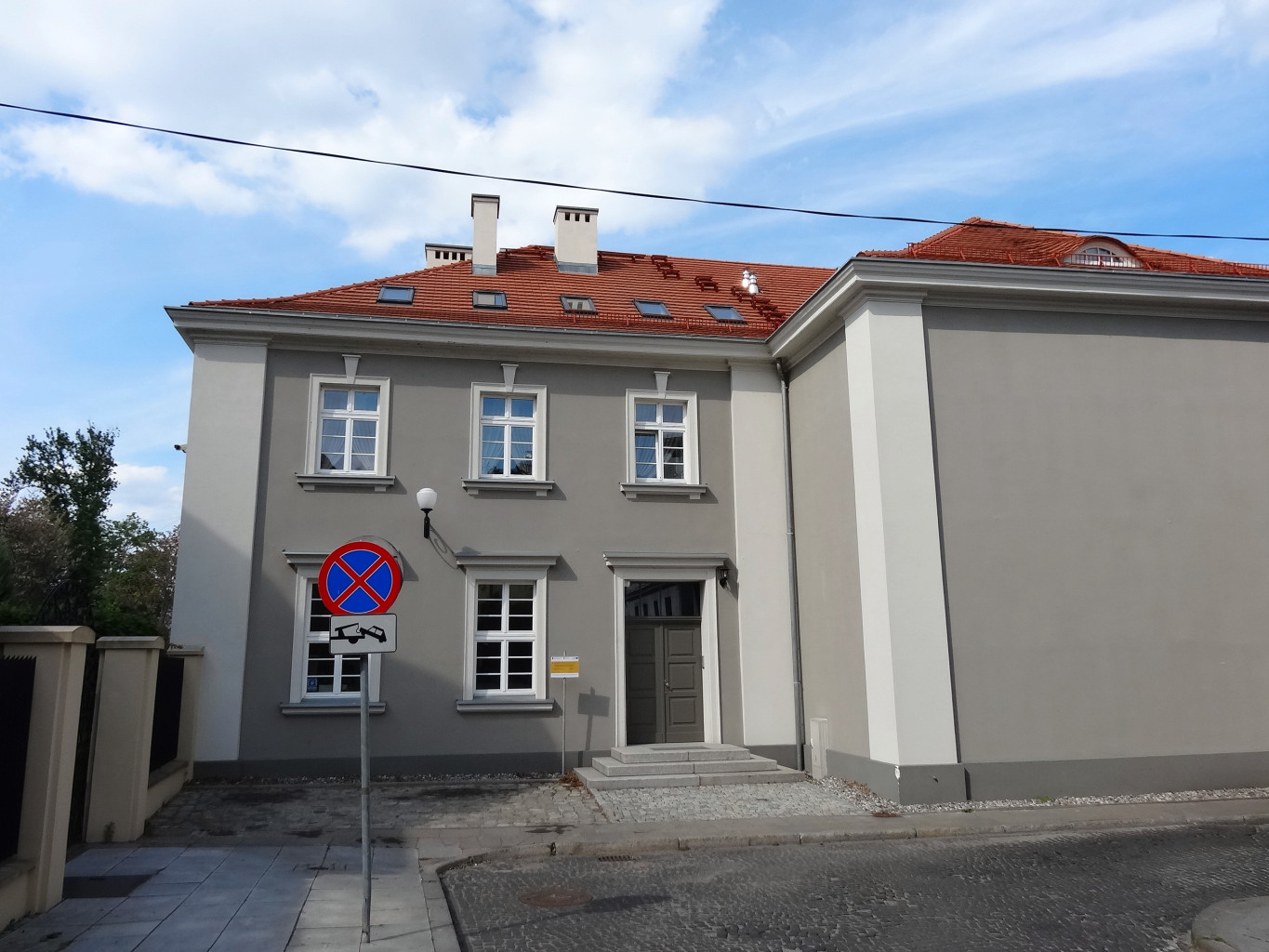
Widok od ul. Malczewskiego
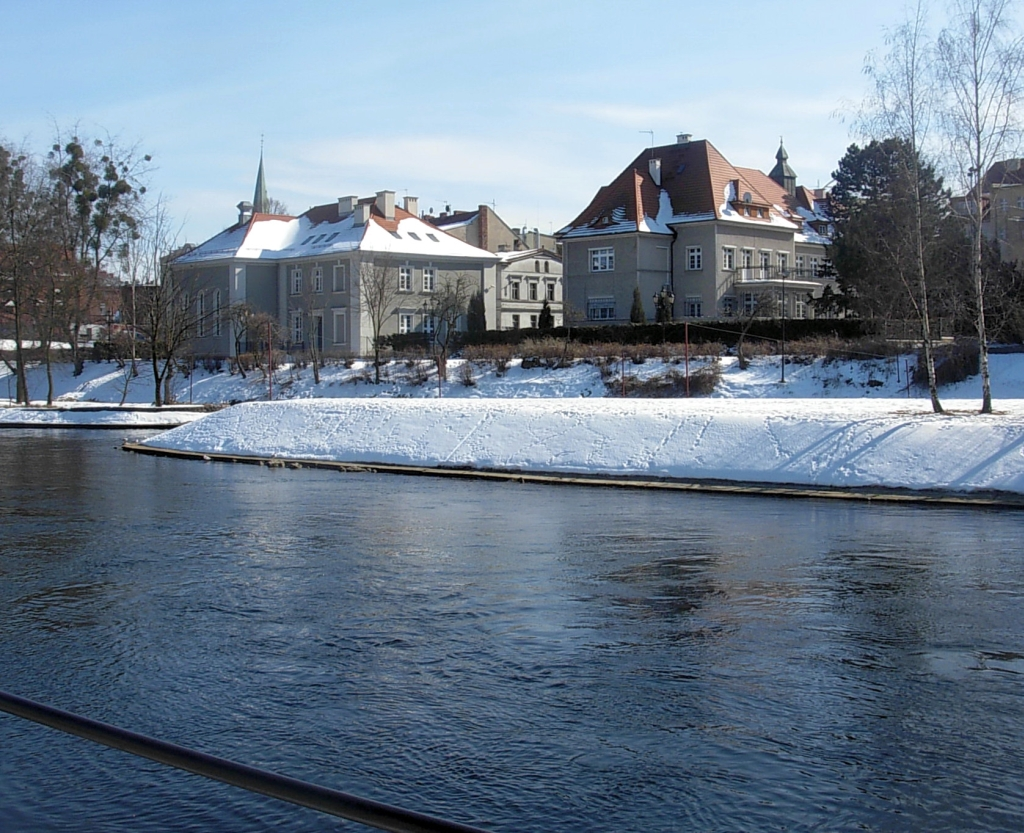
Widok z bulwaru nad Brdą. Po lewej Dom Katolicki, po prawej reydencja biskupa bydgoskiego
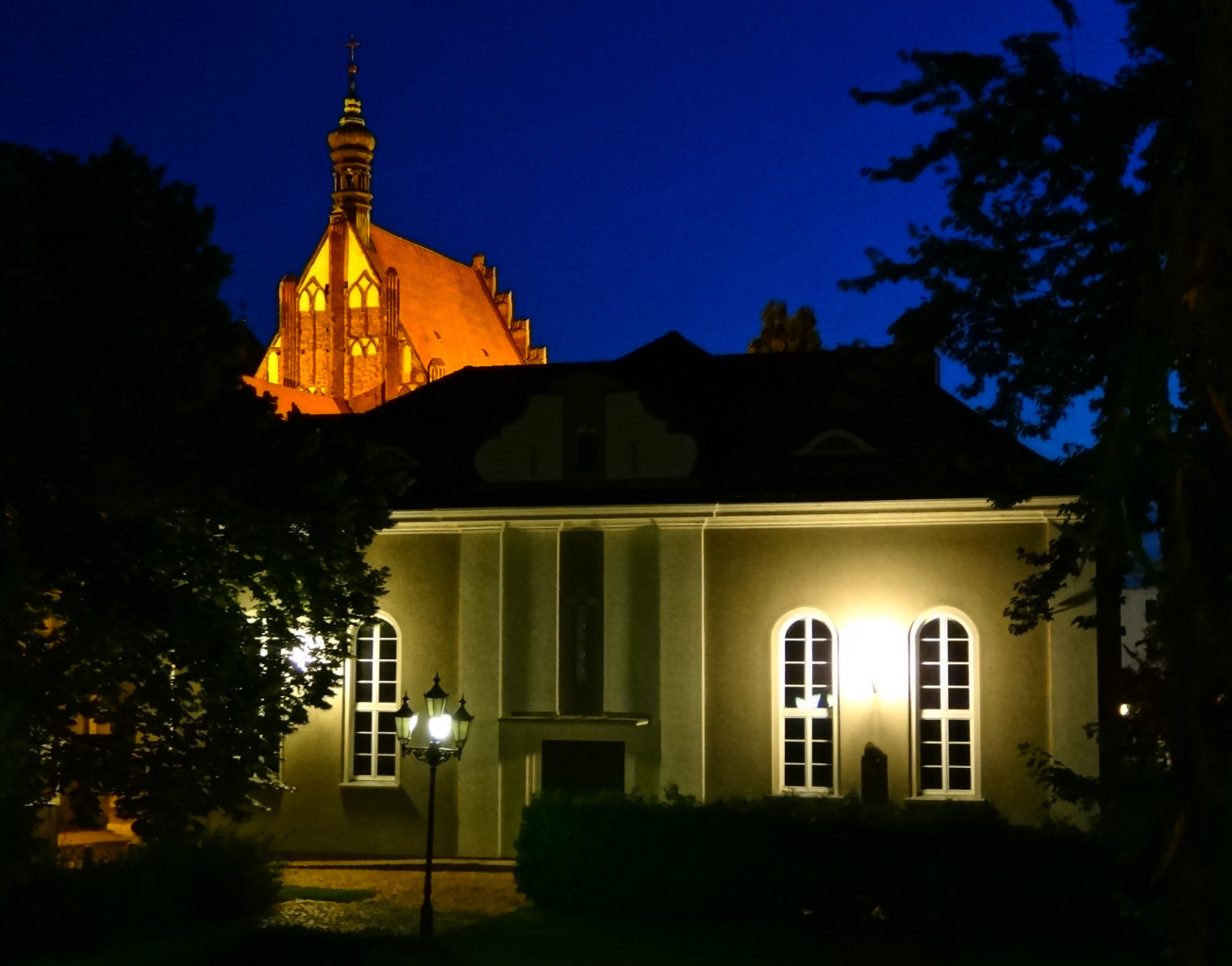
Nocą; w tle katedra bydgoska